# Gabriel Biel
Gabriel Biel (født omkring 1410 i Speyer i Tyskland, død 1495 i Einsiedel ved Tübingen), ledende nominalistisk teolog, katolsk præst. 
Biel studerede i Heidelberg, Erfurt og Köln og blev i 1460 domprædikant i Mainz. Han indtrådte hos Brødrene af Fælleslivet i deres stift Marienthal ved Geisenheim (Rheingau), og blev i 1468 provst ved brødrenes hus St. Markus i Butzbach (Hessen). Grev Eberhard i Bart tilkaldte ham i 1476 for at han kunne være med til den kirkelige reform i Württemberg. Greven pålagde Biel at grundlægge et nyt broderhus i Urach, og han blev dets provst i 1479. Fra 1484 underviste han i Tübingen som professor i teologi og filosofi. 
Biel var den sidste tyske skolastiker af format, og en indflydelsesrig repræsentant for nominalismen i anden halvdel af 1400-tallet. I sin kommentar til Sentenser af Petrus Lombardus, Peter Lombarderen (c. 1105–1160), fremholdt han William af Ockhams lære i detaljer. Kommentaren blev ganske udbredt i undervisningen i nominalistisk teologi. I sine sidste tre bøger lægger han sig dog mere op ad Duns Scotus' position (1266–1308).
Biels teologiske arbejde havde stor indflydelse på Martin Luthers opfattelse af skolastikken.
I 1492 trak Biel sig tilbage til brødrenes hus St. Peter i Einsiedel.